# Doordarshan
Doordarshan (en hindi, दूरदर्शन) es la empresa de televisión pública de la India, integrada en la radiodifusora pública Prasar Bharati. Gestiona canales de televisión a nivel nacional, regional y local en señal abierta y plataformas de cable y satélite, lo que la convierte en una de las mayores redes de televisión del mundo. 

## Historia
Las emisiones experimentales de Doordarshan comenzaron el 15 de septiembre de 1959 en la metrópolis de Delhi, con un pequeño transmisor de cobertura reducida. No hubo programación diaria hasta 1965, a cargo de All India Radio. En 1972 la cobertura se extendió a Bombay, Srinagar y Amritsar, y en 1975 alcanzó siete ciudades al llegar a Calcuta, Madrás y Lucknow. En esa época, la oferta del canal era estrictamente educacional y de servicio público.
Con la separación de la radio y de la televisión en 1976, el Ministerio de Información y Radiodifusión creó el grupo Doordarshan y durante seis años se aumentó la cobertura a nivel nacional con la instalación de nuevos transmisores. En 1982 se iniciaron las emisiones en cadena nacional. El 15 de agosto del mismo año comenzaron las emisiones en color con un discurso de Indira Gandhi y la inauguración de los Juegos Asiáticos de 1982. Desde entonces, Doordashan ha potenciado la producción de series, novelas, cine y espacios regionales.
Aunque ha perdido buena parte de su audiencia con la llegada de la televisión por cable y satélite, Doordarshan continúa siendo uno de los canales más importantes de la India, y ha reorientado su oferta a estas plataformas. El 17 de noviembre de 2014 el canal principal fue relanzado a nivel nacional con la marca «DD National».

## Servicios

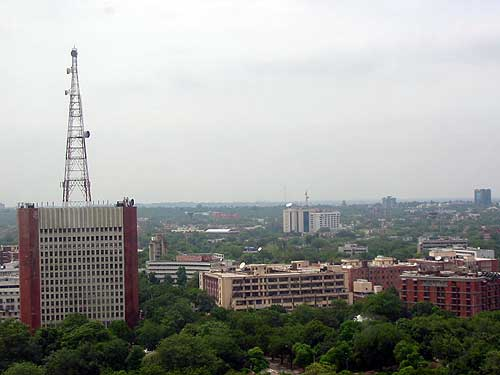
Sede de la radiodifusión pública en Nueva Delhi.

Doordarshan opera 21 canales de televisión:
- Tres canales nacionales en señal abierta: DD National (generalista, 1959),  DD Sports (deportes, 1998) y DD News (informativos, 2003).
- Once canales en lenguas regionales.
- Dos señales parlamentarias: Rajya Sabha (cámara alta) y Lok Sabha (cámara baja).
- Cuatro canales estatales temáticos.
- El canal internacional DD India, disponible en más de 140 países.

Además, Doordarshan gestiona una red amplia de emisoras regionales y locales. DD National fue hasta 1991 el único canal de televisión disponible en la India.